# Selección femenina de rugby playa de Perú
La selección de rugby playa de Perú es el representativo de dicho país en las competencias internacionales oficiales de rugby desarrolladas en playa.

## Participación en copas

### Juegos Suramericanos
- Punta del Este y Montevideo 2009: No participó
- Manta 2011: No participó
- La Guaira 2014: No participó
- Rosario 2019: No participó
- Santa Marta 2023: No participó

### Juegos Bolivarianos de Playa
- Lima 2012: 3º puesto [1]
- Huanchaco 2014: 2º puesto [2]
- Iquique 2016: No participó

## Palmarés
- Juegos Bolivarianos de Playa: 
  -  Medalla de plata: 2014
  -  Medalla de bronce: 2012